# Edificio La Unión y el Fénix (Albacete)
El edificio La Unión y el Fénix es un edificio del arquitecto Eusebi Bona de mediados del siglo XX situado en la ciudad española de Albacete.

## Historia
El edificio, diseñado por el arquitecto Eusebi Bona, fue construido en la década de 1950 en la histórica plaza del Altozano de la capital albaceteña ocupando una parte del lugar donde años atrás se levantaba el convento de las Justinianas. La obra concluyó en 1960.

## Descripción

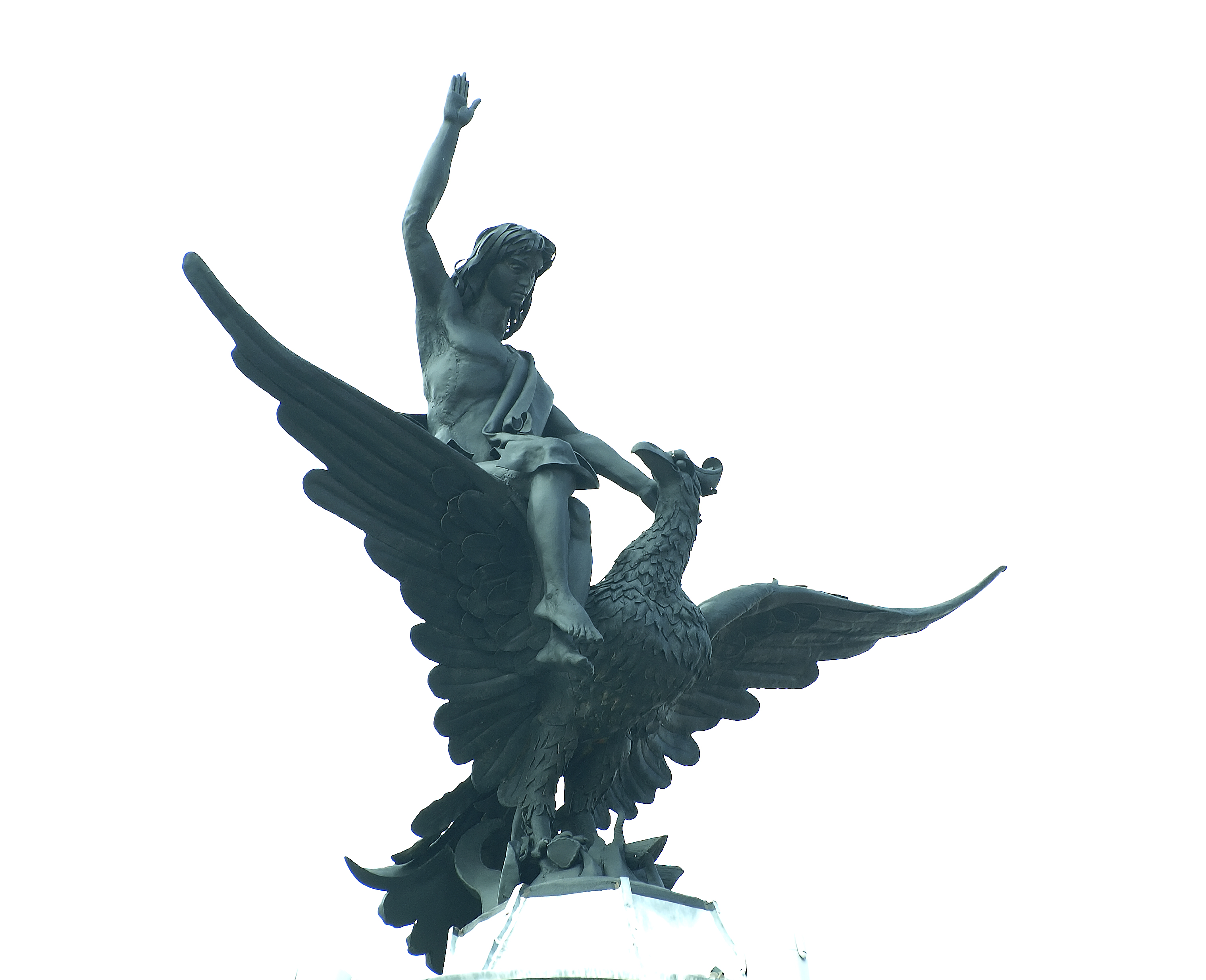
Escultura de Ganímedes y el Fénix que corona el edificio

El edificio, de estilo neoclásico, posee una fachada gris con una torre que alberga una cúpula coronada por una figura arquitectónica en la que aparece  un personaje alegórico (no Ganímedes) sobre un ave fénix, típica de la compañía aseguradora La Unión y el Fénix, quien levantó este tipo de edificios con su marca distintiva en las principales ciudades españolas.